# Rafael Guas Inclán
Rafael Guas Inclán (La Habana, 25 de diciembre de 1896-Miami, 12 de octubre de 1975) fue un abogado y político cubano, vicepresidente de Cuba durante la dictadura de Fulgencio Batista, desde febrero de 1955 hasta su renuncia en noviembre de 1958.

## Orígenes y primeros años
Nació el 25 de diciembre de 1896 en La Habana, era hijo de Carlos Guas Pagueras, un general que luchó por la independencia de Cuba y posteriormente senador, y de su esposa Rosa Inclán. Se graduó de abogado en la Universidad de La Habana, en donde también impartió clases. 
Fue miembro durante la mayor parte de su vida del Partido Liberal de Cuba y en 1925 fue la persona más joven electa para la Cámara de Representantes de Cuba, la cual presidió desde abril de 1927 hasta agosto de 1933.

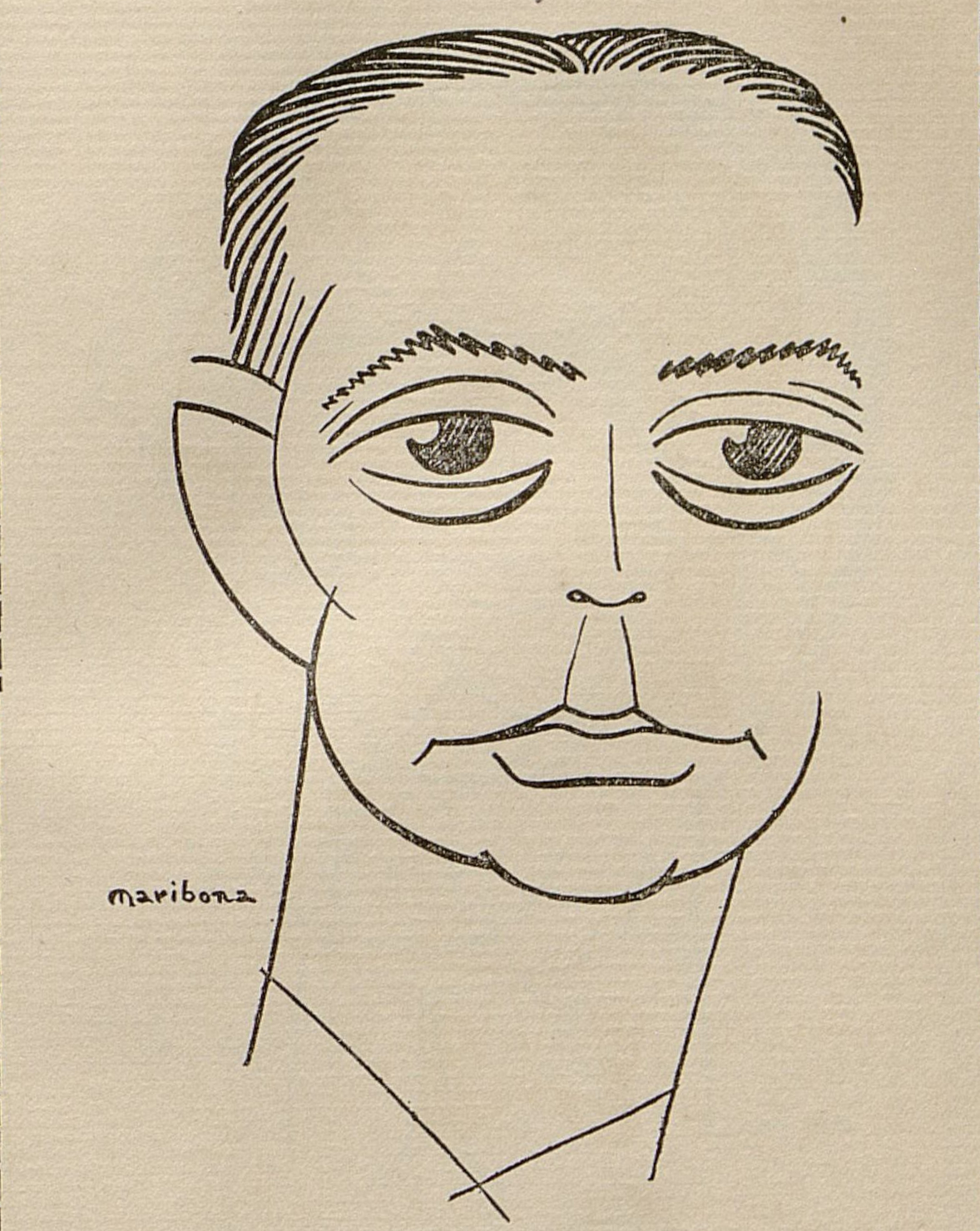
Retratado por Maribona

Marchó al exilio, junto a su padre y su hermano Gregorio (que era dentista y también miembro de la Cámara de Representantes de Cuba), luego del derrocamiento de Gerardo Machado, en agosto de 1933. Los tres se involucraron en un accidente de automóvil en Miami, el 6 de diciembre de 1935, resultando en la muerte de su padre. Los hermanos regresaron a Cuba para sepultarlo.

## Vida posterior
Fue delegado a la Asamblea Constituyente de 1939-40. Sirvió como senador (1940-1944) y gobernador de la provincia de La Habana (1944-1948). Fue ministro de Comunicaciones entre 1953 y 1954. Siendo presidente del Partido Liberal, resultó elegido vicepresidente de Cuba en 1954, junto a Batista que fue electo presidente, y ejerció como tal desde el 24 de febrero de 1955 al 2 de noviembre de 1958, en que fue aceptada su renuncia, durante la dictadura de Fulgencio Batista.
Renunció a la vicepresidencia para postularse a alcalde de La Habana en las elecciones del 3 de noviembre de 1958, y fue electo, pero no llegó a asumir el cargo el 3 de enero de 1959, pues la Revolución cubana triunfó el 1 de enero de 1959. Como parte de los disturbios ocurridos ese día, su oficina de abogado fue quemada.

## Exilio y muerte
Se asiló en la Embajada de Chile en La Habana y se exilió con su esposa, Luisa Maria Decall y sus hijos, Hilda, Luisa, y Carlos Rafael Inclán Decall (abogado y miembro de la Cámara de Representantes de Cuba). 
Intentó unirse a la Brigada 2506 poco antes de abril de 1961, cuando la CIA llevó a cabo la Invasión de Bahía de Cochinos, pero fue rechazado por su edad. Su hijo Carlos Rafael murió en combate en dicha invasión.
Falleció de causas naturales exiliado en Miami y fue enterrado en el "Caballero Rivero Woodlawn North Park Cemetery and Mausoleum" de esa ciudad.